# Kötten
Kötten ist ein Ortsteil der Gemeinde Arzberg im Landkreis Nordsachsen in Sachsen.

## Lage
Der Weiler Kötten liegt an der sächsisch-brandenburgischen Grenze und an der Bundesstraße 183 westlich der Lönnewitzer Heide und des Segelflugplatzes Falkenberg-Lönnewitz. Die Gemarkung liegt in der Übergangszone zur Elbniederung.

## Geschichte
Das Dorf wurde 1242 als Cotin, 1644 als wüstes Dörflein Kötten und 1791 als Kötten bezeichnet. 1696 wurde ein Rittergut erwähnt, das 1816 ohne Dorf und mit Zehnthäusern registriert war. Die Bewohner der Gutssiedlung bewirtschafteten 342 Hektar.
Die übergeordnete Behörde saß 1378 in Torgau, dann in Mühlberg/Elbe, Liebenwerda und ab 1932 bis heute wieder in Torgau. Jetzt gehört der Weiler wieder zu Arzberg.